# Stigmaeus campbellensis
Stigmaeus campbellensis är en spindeldjursart som beskrevs av Charles Thorold Wood 1971. Stigmaeus campbellensis ingår i släktet Stigmaeus och familjen Stigmaeidae. Inga underarter finns listade i Catalogue of Life.